# Cantó d'An Oriant-Nord
El cantó d'An Oriant-Nord (bretó Kanton An Oriant-Norzh) és una divisió administrativa francesa situat al departament d'Ar Mor-Bihan a la regió de Bretanya.

## Composició
El cantó aplega el sector septentrional de la comuna d'An Oriant (An Oriant).

## Història
| Data d'elecció                           | Identitat    | Partit | Qualitat |
| ---------------------------------------- | ------------ | ------ | -------- |
| 2004-                                    | Émile Jetain | PS     |          |
| les dades anteriors no són pas conegudes |              |        |          |
|                                          |              |        |          |